# اکوورت (آیووا)
اکوورت (به انگلیسی: Ackworth) شهری در ایالت آیووا کشور ایالات متحده آمریکا است که جمعیت آن در سرشماری سال ۲۰۱۰ میلادی، ۸۳ نفر بوده‌است.